# 组合循环推进系统
组合循环推进系统（英語：Combined Cycle Propulsion），又称为“组合动力推进”、“组合发动机”，是一种在发射阶段使用的航天器推进技术，其特点是同时具有多种不同热力循环的发动机。传统的航天推进技术只使用火箭发动机，而组合循环推进由于在大气层中使用了航空发动机，节省了部分氧化剂，但同时也引入了不同发动机之间模态转换的难题。
组合循环推进系统可分为火箭基组合循环（Rocket-Based Combined Cycle，RBCC）和涡轮基组合循环（Turbine-Based Combined Cycle，TBCC）两大类型，以及在涡轮基组合循环中加入火箭的涡轮辅助火箭增强冲压组合循环（Turbo-aided Rocket-augmented Ramjet Combined Cycle Engine，TRRE），此外还有属于涡轮基组合循环的空气涡轮火箭发动机（Air Turbo Rocket，ATR），以及预冷式组合动力发动机（pre-cooled air-breathing combined engines）（如云霄塔空天飞机）等。
该推进技术仍处于研究阶段，未来可能运用于空天飞机、单级入轨航天器等。

## 火箭基组合循环
火箭基组合循环（RBCC）组合使用火箭发动机、亚燃和超燃冲压发动机。它在低速阶段使用引射火箭，随后在大气层内高速阶段使用冲压发动机，最后在大气层外使用火箭发动机。由于低速阶段使用火箭发动机，其推力较高，可快速爬升，脱离低海拔稠密大气，减小飞行阻力，但此阶段比冲较差，燃料效率不高。基于该技术的飞行器如西北工业大学的“飞天一号”、“飞天二号”等。

## 涡轮基组合循环
涡轮基组合循环（TBCC）组合使用涡轮发动机、亚燃和超燃冲压发动机。它在低速阶段使用涡轮，随后使用亚燃和超燃冲压发动机。其低速阶段推力较低，但由于使用航空发动机，燃料效率较高。

## 涡轮辅助火箭增强冲压组合循环
涡轮辅助火箭增强冲压组合循环（TREE）又称为三模组合循环，它在涡轮基组合循环的基础上增加了引射火箭火箭发动机，即组合涡轮发动机、火箭发动机、亚燃和超燃冲压发动机。它能有效解决涡轮发动机高速时工作推力不足及冲压发动机低速时工作性能不佳的问题。使用该技术的项目如中国航天科工集团的“腾云工程”空天飞机。